# Bruce Becker
Bruce Becker (* 22. Januar 1988 in Berlin) ist ein ehemaliger deutscher Eishockeyspieler. Seit 2018 ist Bruce Becker als Eishockeyschiedsrichter tätig.

## Karriere
Bruce Becker begann seine Karriere als Eishockeyspieler in seiner Heimatstadt in der Nachwuchsabteilung der Eisbären Juniors Berlin, für die er von 2003 bis 2006 in der Deutschen Nachwuchsliga aktiv war. Parallel gab der Center in der Saison 2005/06 sein Debüt für die erste Mannschaft der Eisbären Juniors Berlin in der Oberliga, in der er in den folgenden beiden Jahren bei den Juniors Stammspieler war. Zudem lief er in der Saison 2006/07 in einem Spiel für die Eisbären Berlin in der Deutschen Eishockey Liga auf. 
Von 2008 bis 2010 stand Becker beim REV Bremerhaven in der 2. Bundesliga unter Vertrag. Anschließend wechselte er zur Saison 2010/11 zum Ligarivalen Dresdner Eislöwen, bei denen er bis 2015 unter Vertrag stand und sich als kämpferischer und mannschaftsdienlicher Spieler erwies. Die Saison 2015/16 begann Becker zunächst beim EHC Bayreuth in der Oberliga, ehe er zum ETC Crimmitschau in die DEL2 wechselte. Die Saison 2016/17 absolvierte er beim EHC Schönheide.
Bruce Becker leitet seit 2018 als Eishockeyschiedsrichter Spiele in den deutschen Eishockey Ligen.

### International
Für Deutschland nahm Becker an der U18-Junioren-Weltmeisterschaft 2006 teil. Im Turnierverlauf blieb er in sechs Spielen punktlos und erhielt acht Strafminuten. 

## Karrierestatistik
(Legende zur Spielerstatistik: Sp oder GP = absolvierte Spiele; T oder G = erzielte Tore; V oder A = erzielte Assists; Pkt oder Pts = erzielte Scorerpunkte; SM oder PIM = erhaltene Strafminuten; +/− = Plus/Minus-Bilanz; PP = erzielte Überzahltore; SH = erzielte Unterzahltore; GW = erzielte Siegtore; 1 Play-downs/Relegation; Kursiv: Statistik nicht vollständig)